# Liste der Fernmeldetürme der Deutschen Post in der DDR
Auflistung der in Stahlbeton- oder Stahlrohrbauweise ausgeführten Fernmeldetürme, welche im Auftrag der Deutschen Post in der DDR errichtet wurden. Für nach 1990 in diesem Gebiet errichteten Türme aus Stahlbeton, siehe Liste der Typentürme, für in Stahlfachwerkbauweise ausgeführten Richtfunktürme siehe Liste der Stahlfachwerk-Richtfunktürme der Deutschen Telekom.
Die Liste ist möglicherweise unvollständig und ggf. zu ergänzen.
| Standort                         | Ort            | Bundesland             | Höhe    | Baujahr | Geographische Koordinaten | Bemerkungen                                                                   | Bild |
| -------------------------------- | -------------- | ---------------------- | ------- | ------- | ------------------------- | ----------------------------------------------------------------------------- | ---- |
| Fernsehturm Berlin               | Berlin         | Berlin                 | 368 m   | 1969    | 52.520856 N 13.409401 O   | höchstes Bauwerk in Deutschland, mit Besucherbereich                          |      |
| Fernsehturm Dresden              | Dresden        | Sachsen                | 252 m   | 1969    | 51.040040 N 13.838839 O   | mit Besucherbereich (geschlossen)                                             |      |
| Fernmeldeturm Bleßberg           | Siegmundsberg  | Thüringen              | 195,1 m | 1976    | 50.446825 N 11.004355 O   |                                                                               |      |
| Fernsehturm Geyer                | Geyer          | Sachsen                | 185,5 m | 1973    | 50.622396 N 12.8702105 O  | von 2001 bis 2003 auch Mittelwellensender                                     |      |
| Fernsehturm Dequede              | Dequede        | Sachsen-Anhalt         | 184,5 m | 1959    | 52.829280 N 11.689472 O   |                                                                               |      |
| Fernmeldeturm Calau              | Calau          | Brandenburg            | 184 m   | 1987    | 51.741877 N 13.941980 O   |                                                                               |      |
| Fernmeldeturm Helpterberg        | Woldegk        | Mecklenburg-Vorpommern | 170,3 m | 1981    | 53.483586 N 13.602308 O   | früher auch Mittelwellensender mit Dreieckflächenantenne in der Nachbarschaft |      |
| Fernmeldeturm Löbau              | Löbau          | Sachsen                | 160 m   | 1988    | 51.093754 N 14.700179 O   |                                                                               |      |
| Fernmeldeturm Rostock            | Rostock        | Mecklenburg-Vorpommern | 140 m   | 1969    | 54.071453 N 12.077966 O   | besaß möglicherweise früher einen Besucherbereich                             |      |
| Fernsehturm Schwerin             | Schwerin       | Mecklenburg-Vorpommern | 136 m   | 1964    | 53.592595 N 11.457822 O   | mit Besucherbereich (geschlossen)                                             |      |
| Perwenitzer Fernsehturm          | Perwenitz      | Brandenburg            | 135 m   | 1959    | 52.652165 N 13.012901 O   |                                                                               |      |
| Sender Inselsberg                | Waltershausen  | Thüringen              | 126 m   | 1974    | 50.851436 N 10.465336 O   | Stahlrohrkonstruktion                                                         |      |
| Fernmeldeturm Kulpenberg         | Steinthaleben  | Thüringen              | 123 m   | 1964    | 51.411855 N 11.076193 O   | mit Besucherbereich (geschlossen)                                             |      |
| Fernmeldeturm Pinnow             | Karstädt       | Brandenburg            | 120 m   |         | 53.204939 N 11.643284 O   |                                                                               |      |
| Fernmeldeturm Petersberg         | Halle          | Sachsen-Anhalt         | 119 m   | 1965    | 51.595475 N 11.957315 O   |                                                                               |      |
| Sendeturm Brocken                | Brocken        | Sachsen-Anhalt         | 115 m   | 1973    | 51.800194 N 10.614365 O   | Stahlrohrkonstruktion, Höhe 123 Meter bis 2007                                |      |
| Fernmeldeturm Bernau             | Bernau         | Brandenburg            | 115 m   |         | 52.638643 N 13.610162 O   | Spitznamen "Bernauer Birzel"                                                  |      |
| Fernmeldeturm Petkus             | Petkus         | Brandenburg            | 106 m   | 1969    | 51.979516 N 13.349258 O   | Spitznamen "Petki"                                                            |      |
| Fernmeldeturm Frankfurt (Oder)   | Frankfurt/Oder | Brandenburg            | 102,5 m |         | 52.319911 N 14.528732 O   |                                                                               |      |
| Fernmeldeturm Rhinow             | Rhinow         | Brandenburg            | 100,5 m |         | 52.745898 N 12.352093 O   |                                                                               |      |
| Fernsehturm Schlemmin            | Schlemmin      | Mecklenburg-Vorpommern | 94 m    | 1967    | 53.858203 N 11.837594 O   | mit Besucherbereich (geschlossen)                                             |      |
| Fernmeldeturm Glienick           | Zossen         | Brandenburg            | 93 m    | 1963    | 52.254559 N 13.397937 O   |                                                                               |      |
| Fernmeldeturm Roitzsch           | Trossin        | Sachsen-Anhalt         | 92 m    | 1958    | 51.591033 N 12.805561 O   |                                                                               |      |
| Fernmeldeturm Collmberg          | Wermsdorf      | Sachsen                | 90 m    |         | 51.303972 N 13.009945 O   | abgerissen                                                                    |      |
| Fernmeldeturm Röbel-Woldzegarten | Leizen         | Brandenburg            |         |         | 53.396111 N 12.463611 O   | abgerissen                                                                    |      |
| Fernsehturm Müggelberge          | Berlin         | Berlin                 | 31 m    | 1955    | 52.416598 N 13.636528 O   | unvollendetes Bauwerk                                                         |      |